# Jean-Baptiste Pierné
Ne doit pas être confondu avec Jean Pierné.
Jean-Baptiste Pierné, né le 3 juin 1821 à Metz (Moselle) et mort le 8 septembre 1894 à Pont-du-Casse (Lot-et-Garonne), est un chanteur d'opéra du Second Empire. Il est le père du compositeur Gabriel Pierné.

## Biographie
Jean-Baptiste Eugène Pierné naît à Metz en 1821. Très tôt intéressé par la musique, le jeune Jean-Baptiste est un élève appliqué du Conservatoire de Paris. Il devient ensuite coryphée au Théâtre des Italiens, puis première basse au Théâtre de Montpellier. Jean-Baptiste Pierné revient à Metz en 1848, où il donne des cours de chant. En 1853, il est nommé professeur de musique au conservatoire, et enseigne le chant et la vocalisation jusqu'en 1870. Pierné est en outre professeur de chant au lycée de Metz et au Collège Saint-Clément. Jean-Baptiste Pierné participa dès lors à de nombreux concerts dans sa ville natale, qu'il ne quittera qu'après l'annexion allemande. Il s'installera ensuite avec sa famille à Paris, où il ouvrit une école de musique. Jean-Baptiste Pierné décédera en 1894 dans le Lot-et-Garonne.
Jean-Baptiste Pierné est le père du compositeur Gabriel Pierné.

## Sources
- H. Tribout de Morembert : La musique à Metz à travers les âges, in Académie nationale de Metz, 1979 (p. 44)